# Кейбл (Marvel Comics)
Кейбл (англ. Cable), зустрічаються переклади як Кейбл, Кейбл, Біцепс, справжнє ім'я Натан Крістофер Чарльз Саммерс (англ. Nathan Christopher Charles Summers), також відомий як Натан Дейспрінг — син Асканія (англ. Nathan Dayspring Akani'son) — вигаданий персонаж, супергерой з коміксів американського видавництва, головним чином пов'язується з Людьми Ікс. Загадковий мутант з  великої  телепатичного і  телекінетичними силою, Кейбл вперше з'явився в The New Mutants # 87, в  березні 1990. Він став лідером Нових Мутантів, молодшої команди Людей Ікс, яку пізніше розвинув в більш жорстку Силу Ікс. У підсумку, Marvel представила в 1993-му комікс «Cable».
Деякі фанати коміксів критикували Кабелі як кліше збройного  антигероя (в Cable & Deadpool # 4 було посилання на це, коли Кабель стріляє з великої гармати під назвою  LIEFELD XS). Автори різних Ікс-книг спробували освіжити його міфи, відкривши, що він — Натан Крістофер Саммерс, подорожував в часі син X-людини  Циклопа і Мадлен Прайер (клону Джини Грей), введеного автором Крісом Клейрмонтом і з'явився в Uncanny X-Men # 201 (січні 1986). Кабель розглядається як месіанський образ з майбутнього і, в нинішніх характеристиках, як людина, яка знає про більш стереотіпічних аспектах його характеру і намагається їх позбутися.
На початку 2000-х його популярність зменшилася, незважаючи на недовгий участь в Uncanny X-Men. У вересні 2002 його серія  Cable  була перетворена в  Soldier X  і скасована в серпні 2003 після всього 12 випусків. Незважаючи на скасування його серії та брак фанатів, нині він діє в Cable & Deadpool (що об'єднала його з іншим популярним персонажем з Сили Ікс) і є одним з головних персонажів у X-Men (vol. 2).
Marvel в даний час називає творцями Кейбл автора The New Mutants Луїзу Симонсон і художника-співавтора The New Mutants і X-Force Роба Ліфельда, а персонаж близько асоціюється з Ліфельдом. Хоча Ліфельд створив його зовнішній вигляд, ім'я та багато з особистості, було сказано, що Кабель також кілька був натхненний редактором Бобом Харрасов. Ліфельд пояснює створення персонажа: «Мені була дана задача створити нового лідера для Нових Мутантів. Не було ні імені, ні опису, крім „людина дії“, протилежність Ксав'є. Я створив вид, ім'я, багато з історії персонажа. Після того як я назвав його Кабелем, Боб запропонував назвати його Квінном, а Луїза — Командор Ікс.»